# Sting in the Tail
Sting in the Tail ist das 18. Studioalbum der deutschen Hard-Rock-Band Scorpions und sollte laut Band, bis zur Veröffentlichung des Albums Return to Forever im Jahr 2015, auch ursprünglich das letzte Studioalbum sein. Zur Veröffentlichung des Albums startete die Band ihre Abschiedstournee Get Your Sting and Blackout Worldtour.

## Hintergrund

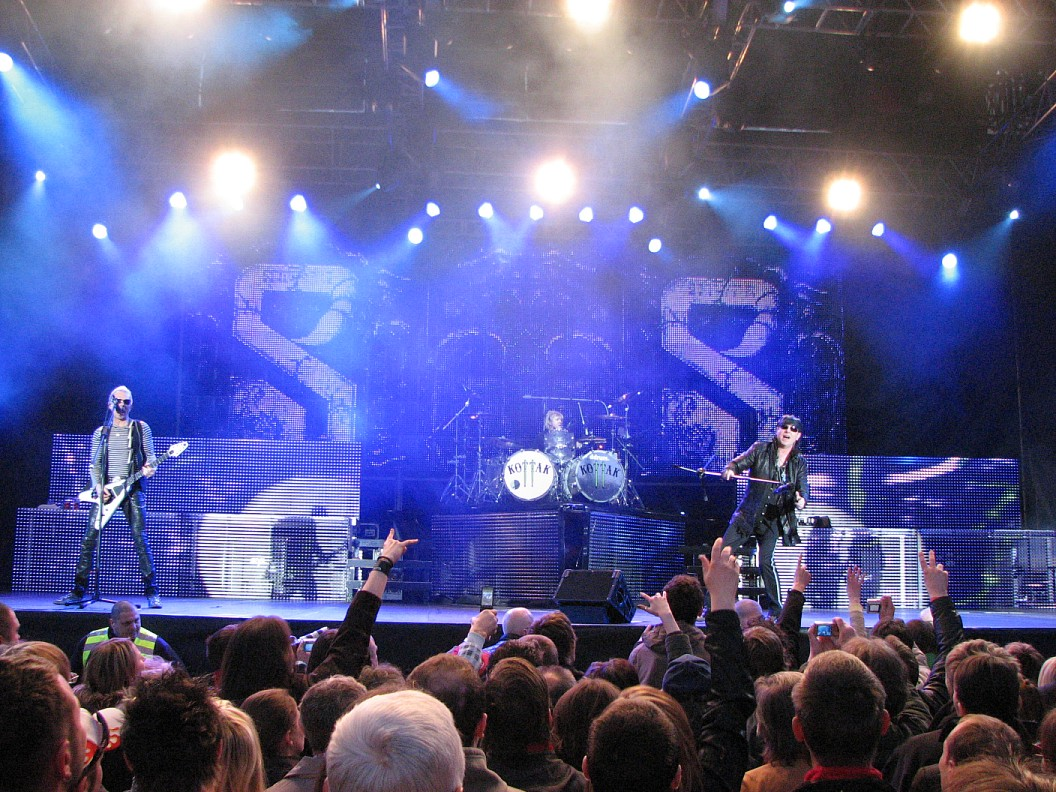
Die Scorpions während eines Konzertes der Get-Your-Sting-and-Blackout-World Tour (2010)

Nachdem die Band bei dem vorangegangenen Studioalbum Humanity – Hour I beim Songwriting mit Desmond Child die Hilfe Dritter in Anspruch genommen hatte, setzte die Band diesmal wieder mehr auf gemeinschaftliches Songwriting. Mit den schwedischen Produzenten Mikael Nord Andersson und Martin Hansen fand die Band zwei Fans der Musik, was sich laut Rudolf Schenker positiv in den Kompositionen niederschlug. Neben dem Produzentenduo waren zudem Robert Ernlund, Sänger von „Treat“, und Eric Bazilian von den Hooters an den Kompositionen beteiligt. Die Schweden Andersson und Hansen waren als Produzenten für die Aufnahme des Gesangs und der Schlagzeugspuren verantwortlich, die in separaten Musikstudios in Stockholm stattfanden. Die Gitarrenaufnahmen sowie der Mix fanden im Studio von Rudolf Schenker in Deutschland statt. Gemastert wurde das Album bei Sterling Sound in New York.
Nach Aussage von Klaus Meine ging die Idee, die Band nach dem Album und der dazugehörigen Tournee aufzulösen, auf den Bandmanager zurück. Die Band hielt das Album für einen „ziemlich schönen Abschluss nach 40 Jahren Karriere“.

## Titelliste
Die Titelliste des Albums ist auf dem Cover der Rückseite in weißer Schrift geschrieben, durch 7 in rot gehaltenen Buchstaben auf selbigem in den Titeln Raised on Rock, Sting in the Tail, Rock Zone, Turn You On, Let's Rock, Spirit of Rock und The Best Is Yet to Come ergibt sich allerdings gleichzeitig auch der Hinweis it Rocks.
1. Raised on Rock (Andersson, Hansen, Meine) – 3:58
2. Sting in the Tail (Meine, Schenker) – 3:13
3. Slave Me (Bazilian, Jabs, Meine, Schenker) – 2:45
4. The Good Die Young feat. Tarja Turunen (Kolonovits, Meine, Schenker) – 5:14
5. No Limit (Bazilian, Meine, Schenker) – 3:23
6. Rock Zone (Andersson, Hansen, Meine) – 3:18
7. Lorelei (Bazilian, Meine, Schenker, Thomander, Wikstrom) – 4:33
8. Turn You On (Andersson, Hansen, Meine, Schenker) – 4:23
9. Let's Rock (Schenker, Meine, Bazilian) – 3:20
10. Sly (Meine, Schenker) – 5:17
11. Spirit of Rock (Bazilian, Meine, Schenker) – 3:43
12. The Best Is Yet to Come (Bazilian, Schenker, Thomander, Wikstrom) – 4:33

Japan-Bonustitel:
1. Thunder and Lightning

Bonustracks Premium Edition:
1. Dreamers
2. Too Far
3. Miracle
4. The Good Die Young (New Version)
5. Thunder and Lightning

Videoalbum:
1. Sting in the Tail (live aus San Antonio)
2. The Best Is Yet to Come (Live-Video Prag)
3. Sting in the Tail (EPK-English Version)

Andere Songversionen und Liveaufnahmen
Auf dem als Blu-ray Disc unter dem Namen Scorpions Live in 3D, sowie als Live-Doppelalbum unter dem Namen Live 2011 - Get Your Sting and Blackout veröffentlichten Konzert in der Saarlandhalle in Saarbrücken spielten die Scorpions die Stücke Sting In the Tail, The Best Is Yet To Come und Raised On Rock. Das Album MTV Unplugged - in Athens enthält rein akustische Versionen der Lieder Sting In The Tail und The Best Is Yet To Come. 

## Rezeption

### Kritiken
Ulf Kubanke vom Onlinemagazin laut.de nennt Sting in the Tail ein „überaus spaßiges [...] Stückchen Musik“ und „eine Zeitreise in die absolute Blütezeit des Hardrock“. Jenny Rönnebeck vom Rock Hard merkt an, dass es sich bei dem Album nicht um den „resignierten Abgang einer frustrierten Band“ handelt und dass es die Scorpions in Bestform zeige. Auch deutschsprachige Massenmedien nahmen Notiz von dem Album. Bild-Online titelte am 19. März 2010 „Rock-Dinos veröffentlichen Abschieds-CD“ und bezeichnete das Album als „Big Bang“, die FAS beschäftigte sich im Feuilleton mit der Band und dem „Rätsel Rock“ und für Die Welt verabschieden sich die Scorpions mit dem Album „wertkonservativ“.
Thom Jurek von Allmusic zieht Parallelen zu den Erfolgen der Band Ende der 1970er und Anfang der 1980er Jahre und resümiert, dass sowohl die Scorpions als auch deren Fans auf dieses Abschiedsalbum stolz sein könnten. Die Internetseite Classicrockrevisted wählte Sting in the Tail zum Album des Jahres 2010.

### Chartplatzierungen
| ChartsChartplatzierungen       | Höchstplatzierung | Wochen |
| ------------------------------ | ----------------- | ------ |
| Deutschland (GfK)              | 2 (30 Wo.)        | 30     |
| Österreich (Ö3)                | 6 (8 Wo.)         | 8      |
| Schweiz (IFPI)                 | 6 (28 Wo.)        | 28     |
| Vereinigte Staaten (Billboard) | 23 (4 Wo.)        | 4      |
| Vereinigtes Königreich (OCC)   | 96 (1 Wo.)        | 1      |

| ChartsJahrescharts (2010) | Platzierung |
| ------------------------- | ----------- |
| Deutschland (GfK)         | 29          |
| Schweiz (IFPI)            | 64          |

### Auszeichnungen für Musikverkäufe
In Deutschland wurde das Album für 100.000 verkaufte Exemplare im ersten Monat mit einer Goldenen Schallplatte ausgezeichnet. Im Januar 2011 erhielt es zudem eine Platin-Schallplatte für mittlerweile 200.000 verkaufe Platten.
| Land/Region               | Auszeichnungen für Musikverkäufe (Land/Region, Auszeichnung, Verkäufe) | Verkäufe |
| ------------------------- | ---------------------------------------------------------------------- | -------- |
| Deutschland (BVMI)        | Platin                                                                 | 200.000  |
| Russland (NFPF)           | Platin                                                                 | 20.000   |
| Vereinigte Staaten (RIAA) | —                                                                      | 18.500   |
| Insgesamt                 | 2× Platin ·                                                            | 238.500  |

Hauptartikel: Scorpions/Auszeichnungen für Musikverkäufe